# Tamana, Kumamoto
Tamana (玉名市 Tamana-shi) là một thành phố thuộc tỉnh Kumamoto, Nhật Bản. Thành phố được thành lập ngày 03 tháng 10 năm 2005.
Đến năm 2008, dân số thành phố là 70.530 người trên diện tích 152,55 km², mật độ 462 người/ km².